# Excello
Excello – jednostka osadnicza w Stanach Zjednoczonych, w stanie Missouri, w hrabstwie Macon.